# Сіренко Лідія Якимівна
Лідія Якимівна Сіренко — український гідробіолог та альголог, професор, доктор біологічних наук (1971), заслужений діяч науки і техніки України (1991), нагороджена орденом княгині Ольги (1998), лауреатка премії НАН України імені М. Г. Холодного (1995). Закінчила біолого-ґрунтознавчий ф-т, каф. фізіології та біохімії рослин (1953), у 1956 — асп-ру Київського університету. Директор Інституту гідробіології НАН України протягом 1973—1975 років. Авторка понад 400 наукових праць, зокрема 25 монографій і 13 навчальних посібників.